# Krumpendorf am Wörthersee
Krumpendorf am Wörthersee (Slovene: Kriva Vrba) là một đô thị thuộc huyện Klagenfurt-Land trong bang Kärnten trong nước Áo. Đô thị Krumpendorf am Wörthersee có diện tích kilômét vuông, dân số thời điểm năm 2005 là 3194 người.

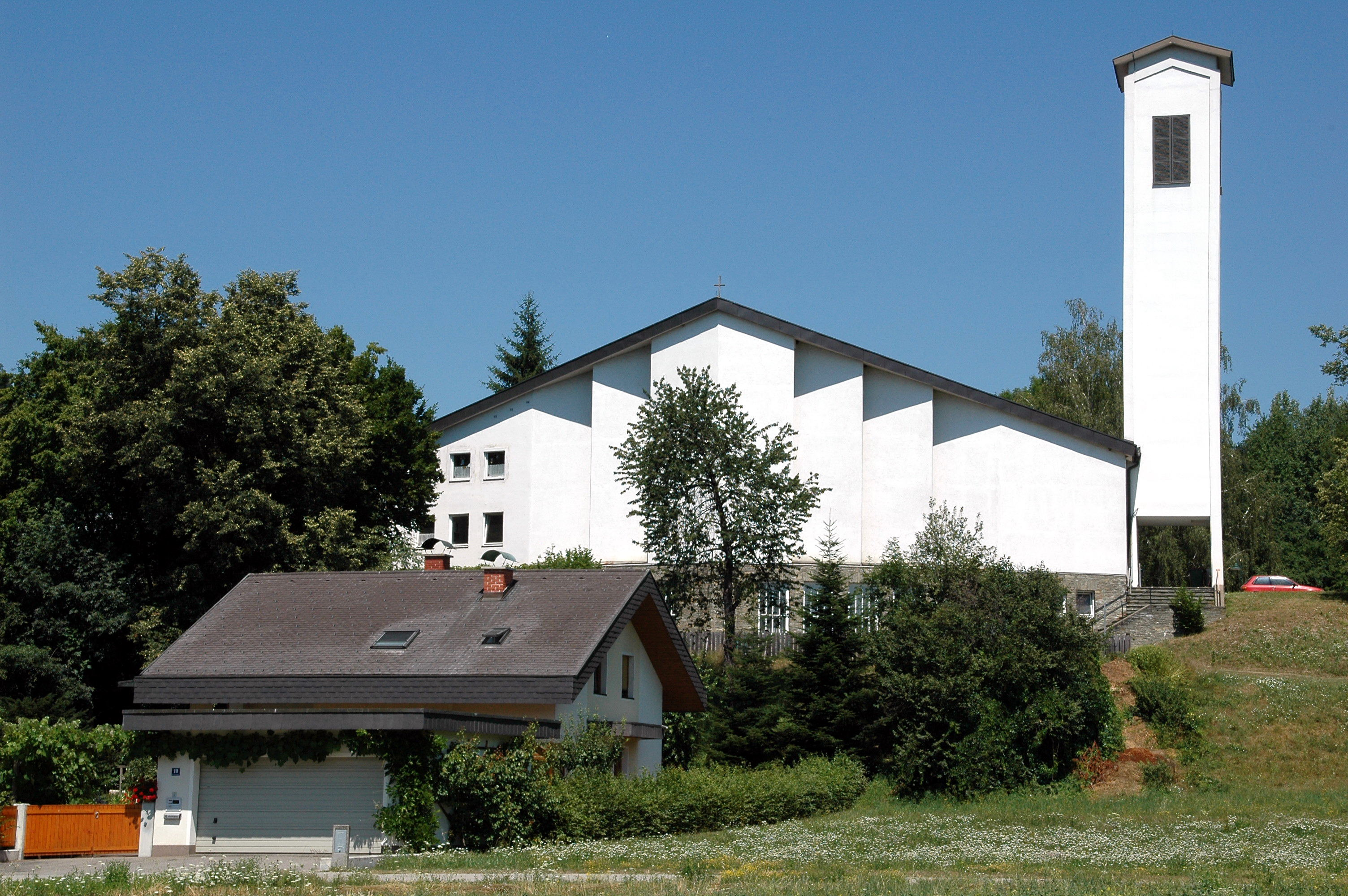
Giáo đường Saint George, Krumpendorf